# スキャナ (企業)
スキャナ・コーポレーション（英: SCANA Corporation）は、かつて存在した、アメリカ合衆国、サウスカロライナ州、コロンビア郊外のケイシーに本社を構えていた持株会社である。子会社は、法令で定められた電力事業やガス事業を含むエネルギー関連事業をしていた。子会社の電力会社はサウスカロライナ州の顧客60万余りに電力を、ガス会社は同州・ノースカロライナ州・ジョージア州の顧客100万以上にガスを供給していた。会社名はサウスカロライナ (South Carolina)に含まれる文字から取られていた。2018年1月、スキャナがドミニオン・エナジーに79億ドルで身売りすると報道され、2019年1月同社に買収された。

## 沿革

### サウスカロライナ・エレクトリック&ガス・カンパニー
スキャナの主要子会社である、サウスカロライナ・エレクトリック&ガス・カンパニー (South Carolina Electric & Gas Company, SCE&G) の歴史は、チャールストン・ガス・ライト・カンパニー (Charleston Gas Light Company) が設立された1846年までに遡ることができる。しかし、運営母体は1924年のブロードリバー・パワー・カンパニー (Broad River Power Company) 設立による。翌年には、コロンビア・レールウェイ・ガス・アンド・エレクトリック・カンパニー (Columbia Railway, Gas and Electric Company) のガス・電力部門を買収した。
1927年、コロンビア北西のサルーダ川にダムを建設する許可状が、レキシントン・ウォーター・パワー・カンパニー (Lexington Water Power Company) に交付された。サルーダダムは、マリー湖に建設された、200万キロ平方メートルの水域を誇るダムで、竣工当時の1930年としては人工的に作られた世界最大の発電用の壁 (barrier) であった。加えていうなら、この事業は、世界恐慌期に職を与えることとなった。
1937年、ブロードリバー・パワー・カンパニーは、サウスカロライナ・エレクトリック&ガス・カンパニー (SCE&G) に改称し、5年後、レキシントン・ウォーター・パワー・カンパニーと合併した。1948年には、チャールストン・ガス・ライト・カンパニーを前身にもつ、サウスカロライナ・パワー・カンパニー (South Carolina Power Company) を合併した。1984年、SCE&Gは、スキャナを持株会社として組織した。
今日のSCE&Gは、サウスカロライナ州中心部・南東部4万4000平方キロメートルを事業地域として、66万1000の顧客に電力の販売および発送電を行う公益企業である。また、5万7000平方メートル・31万4000の顧客を対象とした、天然ガスの販売も行っている。天然ガス事業は、アップステート・サウスカロライナおよびシャーロット周辺では行っていない。
2017年現在、SCE&Gは、4箇所の水力発電所、1箇所の揚水発電所、6箇所の火力発電所（内、石炭3箇所、天然ガス3箇所）、1機の原子力発電所（バージル・C・サマー原子力発電所1号機）を稼働させている。
2017年7月、SCE&Gはバージル・C・サマー原子力発電所に増設中だったAP1000型2機を、ウェスチングハウス・エレクトリック・カンパニー倒産のために廃止することを決定した。それまでに2機に投じられた額は90億ドルだった。これにより、一部の投資家・契約者から訴訟を起こされ、合衆国や州の機関が捜査に乗り出した。SCE&Gは、原子力発電で賄うはずだった発電容量を、ガス発電や太陽を使った発電に置き換えることを提案した。2018年1月、スキャナがドミニオン・エナジーに79億ドルで身売りすると報道された。

## 他の子会社

### カロライナ・ガス・トランスミッション
カロライナ・ガス・トランスミッション・カンパニー (Carolina Gas Transmission Company, CGTC) は、2006年11月に設立され、連邦エネルギー規制委員会の規制の下で、サウスカロライナ州とジョージア州を結ぶ州間ガスパイプラインを所有している。前身はサウスカロライナ・パイプライン・カンパニー (South Carolina Pipeline Company) とSCGパイプライン・カンパニー (SCG Pipeline Company) である。CGTCは、サザン・ナチュラル・ガス、トランスコンチネンタル・ガス・パイプライン・コーポレーション (Transcontinental Gas Pipe Line Corporation、サザンLNGらから、天然ガスの供給を受けている。
2015年2月、CGTCはドミニオン・エナジー子会社のドミニオン・リソーシーズ (Dominion Resources) に身売りされ、スキャナの元を離れた。

### PSNCエネルギー
PSNCエナジー (Public Service North Carolina Energy) は、ノースカロライナ州中央部・西部を中心とする28の郡、約3万1000平方キロメートルを事業地域とし、53万の顧客に天然ガスの販売・供給を行う公共企業である。本社はノースカロライナ州、ガストニアにある。

### スキャナ・エナジー・マーケティング・インコーポレイテッド
スキャナ・エナジー・マーケティング・インコーポレイテッド (SCANA Energy Marketing, Inc., SEMI) は、南東部を中心とする500の事業者・自治体・電力会社・ゴミ収集業者に、天然ガスを供給している。

### スキャナ・エナジー
スキャナ・エナジー (SCANA Energy) は、スキャナ・エナジー・マーケティング・インコーポレイテッドの一部門であり、ジョージア州、アトランタに本拠地を置いている。ジョージア州で2番目に大きなガス事業者であり、46万の顧客にガスの供給を行っている。スキャナ・エナジーには、ジョージア公共サービス委員会から選出された、スキャナ・エナジー規制部 (SCANA Energy Regulated Division) を設けている。

### スキャナ・コミュニケーションズ
スキャナ・コミュニケーションズ (SCANA Communications) は、サウスカロライナ州・ノースカロライナ州・ジョージア州を事業地域とする、地域通信事業者である。
2015年2月、スキャナ・コミュニケーションズは、スピリット・コミュニケーションズに身売りされ、スキャナの元を離れた。